# 俄罗斯科学院远东分院
俄罗斯科学院远东分院（俄语：Дальневосточное отделение Российской академии наук，缩写：FEB RAS）是俄罗斯科学院的一个地区分支机构，它在符拉迪沃斯托克、哈巴罗夫斯克、堪察加彼得罗巴甫洛夫斯克、马加丹、布拉戈维申斯克、南萨哈林斯克設有辦公室。 該機構曾多次改名，歷史可以追溯到1932年的苏联科学院远东分院。

## 外部鏈接
- 官方网站